# Acleisanthes longiflora
Espèce
Acleisanthes longiflora est une espèce de plantes à fleurs de la famille des Nyctaginaceae, originaire du Mexique et du sud des États-Unis.

## Description morphologique

### Appareil végétatif
Ce buisson bas a des tiges très ramifiées qui courent sur le sol ou s'appuient sur d'autres buissons ou supports pour s'y accrocher. Les tiges florales peuvent s'élever jusqu'à 20 cm au-dessus du sol, et les tiges rampantes peuvent atteindre 90 cm de longueur. Les feuilles opposées, de forme triangulaire, mesurent en moyenne 2,5 cm de long.

### Appareil reproducteur
Les fleurs poussent à l'aisselle des feuilles entre mai et septembre. Elles s'ouvrent à la faveur de la fraîcheur nocturne. En forme de trompette à long tube, elles ont un port érigé et sont de couleur blanche. Chaque fleur mesure de 8,8 à 16,3 cm de longueur, pour 1,3 à 2 cm de largeur.
Les fruits, de 6 mm de longueur, présentent 5 angles aux contours arrondis.

## Répartition et habitat
Cette plante pousse sur les pentes rocailleuses des déserts et plaines arides du Mexique et du sud-ouest des États-Unis.
Son aire de répartition s'étend, au nord, du sud-est de la Californie au Texas et au Nouveau-Mexique, et au sud jusqu'au Mexique.

## Rôle écologique
Les fleurs, qui s'ouvrent la nuit, attirent des papillons de nuit qui consomment son nectar, et réalisent en retour la pollinisation.